# Maniyaramuddalahalli, Chintamani
Maniyaramuddalahalli là một làng thuộc tehsil Chintamani, huyện Chikkaballapur, bang Karnataka, Ấn Độ.